# Eleccions regionals de la Vall d'Aosta de 1968
Les eleccions per a renovar el Conseil de la Vallée / Consiglio Regionale de la Vall d'Aosta se celebraren el 21 d'abril de 1968.

## Resultats electorals
| ← Eleccions regionals de la Vall d'Aosta, 1968 →     |        |         |        |
| Partits                                              | vots   | (%)     | escons |
| Democràcia Cristiana Italiana (DC)                   | 25.467 | 37,78%  | 13     |
| Partit Comunista Italià (PCI)                        | 13.742 | 20,39%  | 7      |
| Union Valdôtaine (UV)                                | 11.237 | 16,67%  | 6      |
| PSI-PSDI Unificats                                   | 6.954  | 10,32%  | 4      |
| Partit Liberal Italià (PLI)                          | 3.765  | 5,59%   | 2      |
| Rassemblement Valdôtaine (RV)                        | 3.627  | 5,38%   | 2      |
| Partit Socialista Italià d'Unitat Proletària (PSIUP) | 1.560  | 2,31%   | 1      |
| Moviment Social Italià (MSI)                         | 533    | 0,79%   | 0      |
| Partit Republicà Italià (PRI)                        | 525    | 0,78%   | 0      |
| Total                                                | 67.410 | 100,00% | 35     |

Fonts: Ministero dell'Interno, ISTAT, Istituto Cattaneo, Consell Regional de la Vall d'Aosta